# The Orchard
The Orchard (también conocida como Hunter’s Moon) es una película de terror, crimen y thriller de 2020, dirigida por Michael Caissie, que a su vez la escribió, musicalizada por Alexander Taylor, en la fotografía estuvieron Ben Kufrin y Edd Lukas, los protagonistas son Katrina Bowden, Jay Mohr y Will Carlson, entre otros. El filme se estrenó el 24 de marzo de 2020.

## Sinopsis
Un sheriff realiza un hallazgo poco común en el momento que lo llaman de una huerta, donde tres hermanas adolescentes fueron asaltadas por un grupo de jóvenes malhechores.